# Міжнародний день білого ведмедя
Міжнародний день білого ведмедя — це щорічна подія, яка відзначається кожного 27 лютого з метою підвищення обізнаності про стан збереження білого ведмедя.

## Опис
Міжнародний день білого ведмедя організовує Polar Bears International з метою підвищення обізнаності про вплив глобального потепління та зменшення кількості морської криги на популяції білих ведмедів. День заохочує людей знаходити способи зменшити викиди вуглецю, наприклад, відмовляючись від термостата або менше їздити. Цей день також використовується для заохочення встановлення енергоефективних утеплювачів у будинках.

## Дотримання
Багато зоопарків використовують цей день для навчання, як зберігати білого ведмедя, та заохочують відвідувати експозицій білого ведмедя. Це День також мав певний політичний вплив. Джек Шапіро, заступник керівника кліматичної кампанії при американському президенті Бараку Обамі, використав цей день, щоб аргументувати необхідність дій Конгресу щодо зміни клімату. Університет Саскачевану оголосив у 2014 році, що влітку підніме термостати на два градуси, а взимку на два градуси Цельсія, щоб відзначити Міжнародний день білого ведмедя. Очікується, що це рішення зменшить викиди вуглецю в університеті на дві тисячі тонн та заощадить університету понад двісті тисяч доларів на рік.